# 2+2-sitsig

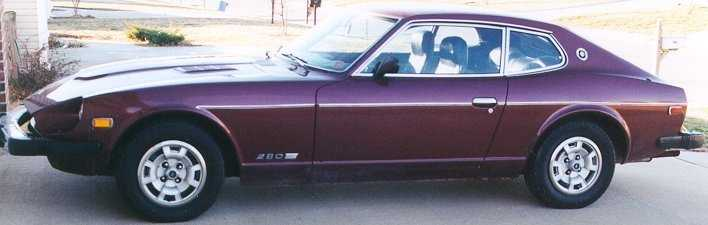
En 2+2-sitsig Nissan S30 (även marknadsförd som Datsun 280Z).

2+2-sitsig är en typ av bilkaross, i regel coupémodeller som främst är avsedda att frakta två personer, men som även har ett mindre säte baktill, där åtminstone två barn får plats. 

## Exempel på 2+2-sitsiga bilar
- Aston Martin DB7
- Ferrari 456
- Ferrari Mondial
- Lamborghini Urraco
- Mazda RX-7
- Porsche 911